# سیارک ۵۰۳۲
سیارک ۵۰۳۲ (به انگلیسی: 5032 Conradhirsh، نامگذاری:1990OO) پنج هزار و سی و دومین سیارک کشف شده‌است که در ۱۸ ژوئیه ۱۹۹۰ کشف شد.
قدر مطلق سیارک برابر ۱۱٫۷۰ است.